# Малаја на Летњим олимпијским играма 1960.
Малаја је учествовала на Летњим олимпијским играма 1960. одржане у Риму, Италија. Ово су биле друге и задње, од укупно две олимпијаде, на којима је Малаја учествовала пре свог проширења и преименовања у Малезију 1963. године.